# 武田玲奈
武田 玲奈（たけだ れな、1997年〈平成9年〉7月27日 - ）は、日本の女優、ファッションモデル、元グラビアモデル。本名同じ。愛称はれなれな。福島県いわき市出身。TRUSTAR所属。

## 略歴

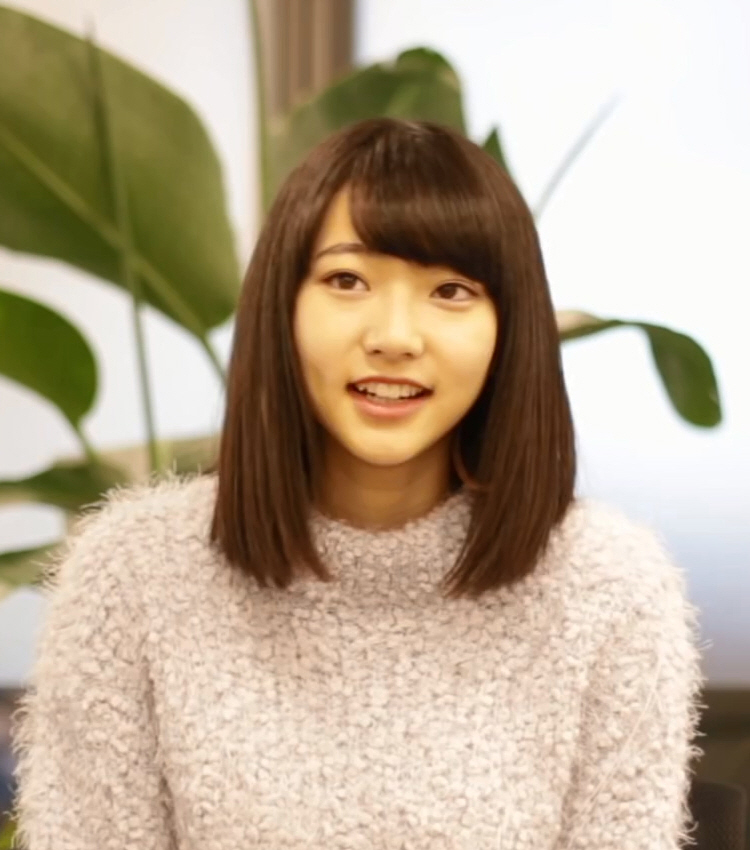
Japanese Stationインタビュー動画より（2017年）

2013年12月15日、「第2のくみっきー！発掘オーディション！！」（サイバーエージェント・Ameba Candy Collection）でグランプリを受賞。
2014年2月、『Popteen』（角川春樹事務所）のレギュラーモデルとしてデビュー。
2015年2月26日、『週刊ヤングジャンプ』（集英社）にて初表紙、初水着で青年誌グラビアデビュー。
2015年3月21日、実写版映画『暗殺教室』（東宝）で女優デビュー。
2015年8月、WOWOWのスペインサッカーキャンペーンキャラクター「WOWOWリーガール」に就任。11月20日、『伝統の一戦クラシコ直前！生放送スペシャル』（WOWOWライブ）でテレビ生放送に初出演。
2015年10月、『監獄学園-プリズンスクール-』（MBS）の栗原千代役で、地上波の連続テレビドラマにレギュラー初出演。
2016年4月、『Popteen』の専属モデルを卒業。
2016年4月20日、『non-no』（集英社）6月号から同誌の専属モデルに就任。
2017年12月、「グラジャパ!アワード 2017」（集英社）でグランプリを受賞。
2019年12月16日、「グラジャパ!アワード 2019」（集英社）特別賞を受賞。
2021年1月、『non-no』2月号をもって同誌の専属モデルを卒業。
2023年1月、福島県いわき市の観光や食の魅力を発信する「いわきツーリズム推進特命部長」に箭内夢菜（郡山市出身）とともに就任。

## 人物
- 一人っ子[1]。
- 当初はモデルの撮影のたびに地元・福島から東京まで電車で通っていたが、2014年4月に反対した親を説得して上京した[8]。
- 2011年3月の東日本大震災の被災経験者でもある[19]。
- 同じ『Popteen』モデルである椎名ひかりを「絶望的に愛してる」という[20][21]。
- 桜井日奈子とはドラマ『THE LAST COP/ラストコップ』（日本テレビ）で共演して以来の大親友[22]。また、『暗殺教室』で共演した宮原華音とはプライベートでも仲良しで、『仮面ライダーアマゾンズ』でも共演している[1][23]。
- 出演した『仮面ライダーアマゾンズ』をいつまでも私のそばにいてくれる女優人生の初期を代表する作品だと振り返り、ライダーのヒロインを演じることは女優の登竜門として憧れがあったと話す[23]。
- 憧れの女優は新垣結衣[8]。
- 好きな食べ物はチーズ、サーモン、アボカド、肉[24]。
- 猫好きである[24]。
- アニメ鑑賞が趣味。従兄弟の影響で『けいおん!』に夢中になったことがきっかけ[24]。お気に入りは『ラブライブ!』『桜Trick』『四月は君の嘘』[8]。中でもラブライブ!では、好きなキャラクターに矢澤にこ、南ことり、星空凛をあげているほか、1人で『スクフェス感謝祭 2015』に行くなどしている[24]。2nd写真集『rena』をはじめ、週刊誌のグラビアなどでアニメキャラのコスプレを披露することも多い[25][26][27]。
- ホラー作品『のぞきめ』に出演したが、実はホラー映画を見るのは苦手[28]。
- プライベートのメイクでこだわりは「ナチュラル盛り」とのこと[8]。
- ショートヘアにしたのは2014年の夏で、映画『暗殺教室』の役作りのために行った[8]。
- 好きな男性のタイプは、「とにかく優しい人！すっごく優しくて、引っ張ってくれる人」[8]、「面白い人とかよくしゃべってくれる人」[24]。

## 出演

### 映画
- チキンズダイナマイト（2015年3月14日、ndjc2014）
- 暗殺教室（2015年3月21日、東宝） - 不破優月 役[29]
- 罪の余白（2015年10月3日、ファントム・フィルム） - 木村千晶 役
- ハロウィンナイトメア2（2015年10月24日、ユーロスペース） - 主演・七海 役[30]
- KIRI-『職業・殺し屋。』外伝-（2016年6月20日、東映） - 女子高生 役
- 暗殺教室〜卒業編〜（2016年3月25日、東宝） - 不破優月 役
- のぞきめ（2016年4月2日、KADOKAWA・プレシディオ） - 宮澤奈美 役[31]
- オオカミ少女と黒王子（2016年5月28日、ワーナー・ブラザース映画） - 七瀬マユ 役
- マイナビpresents TOKYO CITY GIRL -2016-「LOCAL→TOKYO」（2016年12月3日、スタンドイン） - 主演[32]
- 咲-Saki-（2017年2月3日、プレシディオ） - 池田華菜 役[33]
- 交際記念日（2017年5月1日） - 主演・沙耶 役 ※短編VR映画。西銘駿とW主演[34]
- LAST COP THE MOVIE（2017年5月3日、松竹） - 小山内美咲 役[35]
- ポエトリーエンジェル（2017年5月20日、アークエンタテインメント） - 主演・丸山杏 役 ※岡山天音とW主演 [36]
- パパのお弁当は世界一（2017年6月10日、ポニーキャニオン） - 主演・みどり 役 ※渡辺俊美とダブル主演[37]
- 人狼ゲーム インフェルノ（2018年4月7日、AMGエンタテインメント） - 主演・野々山紘美 役[38]
- 仮面ライダーシリーズ（東映） - 水澤美月 役
  - 劇場版 仮面ライダーアマゾンズ Season1 覚醒（2018年）※後述のAmazon プライム・ビデオ作品の劇場用総集編[39]
  - 劇場版 仮面ライダーアマゾンズ Season2 輪廻（2018年）※後述のAmazon プライム・ビデオ作品の劇場用総集編[40]
  - 仮面ライダーアマゾンズ THE MOVIE 最後ノ審判（2018年5月19日）[41]
- 踊ってミタ（2020年3月7日、東映ビデオ） - 真鍋 役
- 劇場版 おいしい給食Final Battle（2020年3月16日、AMGエンタテインメント・イオンエンターテイメント） - ヒロイン・御園ひとみ 役
  - おいしい給食 炎の修学旅行（2025年10月24日公開予定、AMGエンタテインメント）[42]
- 真・鮫島事件（2020年11月27日、イオンエンターテイメント） - 主演・佐々木菜奈 役[43]
- 唄う六人の女（2023年10月27日、ナカチカピクチャーズ / パルコ） - 包み込む女 役 [44][45]
- 映画 おいハンサム!!（2024年6月21日、東宝） - 伊藤美香 役[46]

### 舞台
- 四谷怪談（2015年5月） - 少女・くう 役
- 朗読劇「私の頭の中の消しゴム 10th letter」（2018年4月28日、よみうり大手町ホール）[47]
- 湘南美容クリニック presents ミュージカル「クリスマスキャロル2019」（2019年12月11日 - 15日、東京：東京キネマ倶楽部 / 12月24日・25日、大阪：味園ユニバース） - ケイト 役[48]
- モダンボーイズ（2021年4月3日 - 16日、東京：新国立劇場 中劇場） - 若月夢子 役[49][注 1]
- 劇走江戸鴉〜チャリンコ傾奇組〜（2024年10月5日 - 27日、東京：新橋演舞場 / 11月2日 - 10日、大阪：大阪松竹座）[50]
- 華岡青洲の妻（2025年7月10日 - 23日、京都：南座 / 7月26日・27日、福岡：久留米シティプラザ ザ・グランドホール / 8月1日 - 17日、東京：新橋演舞場）[51]

### テレビドラマ
- 表参道高校合唱部! 第5話（2015年8月14日、TBS） - 篠崎彩花 役[注 2]
- 監獄学園-プリズンスクール-（2015年10月 - 12月、MBS） - 栗原千代 役[11][52]
- 傘をもたない蟻たちは（2016年1月9日 - 30日、フジテレビ） - 赤津舞（中学時代） 役[53]
- ラヴソング 第4話（2016年5月2日、フジテレビ） - 看護師 役
- 好きな人がいること 第3話（2016年7月25日、フジテレビ）
- THE LAST COP/ラストコップ（2016年10月8日 - 12月10日、日本テレビ） - 小山内美咲 役[54]
- 咲-Saki-（2016年12月5日 - 26日・2017年1月9日、MBS） - 池田華菜 役[33]
- 100万円の女たち（2017年4月14日 - 6月30日、テレビ東京） - 鈴村みどり 役[55]
- マジで航海してます。（2017年7月2日 - 30日、MBS・TBS） - 主演・石川燕 役 ※飯豊まりえとW主演[56]
  - マジで航海してます。〜Second Season〜（2018年7月 - 9月、MBS・TBS）[57]
- 植木等とのぼせもん（2017年9月2日 - 10月21日、NHK） - 鎌田みよ子 役[58]
- 目玉焼きの黄身 いつつぶす?（2017年11月6日 - 22日、MBS・TBS）[59] - 亜紀 役
- 人狼ゲーム ロストエデン（2018年1月16日 - 3月20日、tvk） - 主演・野々山紘美 役[38]
- 鳴門秘帖 第3話 - 最終話（2018年5月4日 - 6月22日、NHK） - お米 役[60][61]
- やれたかも委員会 エピソード3「お米編」（2018年5月14日、MBS / 5月16日、TBS） - 川上ヒロミ 役[62]
- プリティが多すぎる（2018年10月18日 - 12月21日、日本テレビ） - 中川心寧 役[63]
- 新しい王様（2019年1月8日 - 17日、TBS） - ヒロイン・エイリ 役[64]
- トクサツガガガ（2019年1月18日 - 3月1日、NHK） - ユキちゃん（白濱幸） 役
- 電影少女 -VIDEO GIRL MAI 2019-（2019年4月12日 - 6月28日、テレビ東京系） - 朝川由那 役
- 御曹司ボーイズ（2019年7月6日 - 8月31日、TOKYO MX） - 大野ふみの 役[65]
- おいしい給食（2019年10月13日 - 12月15日、テレビ神奈川・TOKYO MX 他） - ヒロイン・御園ひとみ 役[66]
- よるドラ「いいね！光源氏くん」 第2話（2020年4月11日、NHK総合） - 女優・武田玲奈 役
- 警視庁捜査一課長 第2話（2020年4月16日、テレビ朝日） - 芦田雪子 役[67]
- 異世界居酒屋「のぶ」 （WOWOWプライム） - ヒロイン・千家しのぶ 役
  - Season1（2020年5月16日 - 7月17日）[68]
  - Season2（2022年5月27日 - 7月29日）[69]
  - Season3（2023年1月13日 - 3月17日）[70]
- 美食探偵 明智五郎 第7話 - 最終話（2020年6月14日 - 28日、日本テレビ） - ココ 役[71]
- シックスティーン症候群（2020年7月29日 - 9月16日、フジテレビ） - 織田沢めい 役[72]
- ドクター彦次郎 第5作（2020年9月13日、テレビ朝日） - 松永ミカ 役
- おじさまと猫（2021年1月7日 - 3月25日、テレビ東京） - ヒロイン・佐藤もみじ 役[73]
- ゲキカラドウ 第8話（2021年2月25日、テレビ東京） - 香澄 役
- 声優探偵（2021年3月6日 - 27日、テレビ東京） - ヒロイン・透頂かおる 役[74]
- 世にも奇妙な君物語 第2話「リア充裁判」（2021年3月12日、WOWOW） - 渡辺小百合役
- やっぱりおしい刑事 第2話（2021年3月14日、NHK BSプレミアム） - 中瀬真友 役
- リコカツ 第1話（2021年4月16日、TBS） - 中谷ユミ 役[75]
- 八月は夜のバッティングセンターで。 第3話（2021年7月22日、テレビ東京） - 今井果林 役[76]
- ムショぼけ（2021年10月3日 - 12月12日、ABCテレビ） - ヒロイン・リサ 役[77]
- ドクターY〜外科医・加地秀樹〜 （2021年10月7日、テレビ朝日） - ヒロイン・江頭早苗 役[78]
- おいハンサム!!（2022年1月8日 - 2月26日、東海テレビ・フジテレビ系） - 伊藤美香 役[79][80]
  - おいハンサム!!2（2024年4月6日 - 5月25日、東海テレビ・フジテレビ系）[46]
- 持続可能な恋ですか?〜父と娘の結婚行進曲〜（2022年4月19日 - 6月14日、TBS） - 児玉千尋 役[81]
- 消しゴムをくれた女子を好きになった。（2022年7月26日 - 9月27日、日本テレビ） - 水野一美 役[82]
- 4週連続オムニバスDRAMA「5分後に意外な結末」第3週 Episode05「サプライズな贈り物」（2022年10月6日、読売テレビ・日本テレビ） - 織田千穂 役[83]
- あなたがしてくれなくても（2023年4月13日 - 6月22日、フジテレビ） - 北原華 役[84]
  - あなたがしてくれなくても 特別編（2023年6月29日、フジテレビ）[85]
- 育休刑事（2023年4月18日 - 6月20日、NHK総合・NHK BS4K） - 大月ひまり 役[86]
- PICU 小児集中治療室 スペシャル 2024（2024年4月13日、フジテレビ） - 七尾乃亜 役[87]
- あなたの恋人、強奪します。（2024年4月14日 - 6月16日、朝日放送テレビ・テレビ朝日） - 主演・皆実雛子 役[88]
- 南くんが恋人!?（2024年7月16日 - 9月10日、テレビ朝日） - 佐川美鈴 役[89]
- 東京サラダボウル（2025年1月7日 - 3月4日、NHK総合・NHK BS4K） - 今井もみじ 役[90]
- 失踪人捜索班 消えた真実（2025年4月11日 - 6月6日、テレビ東京） - 間宮凛子 役[91]

### ウェブドラマ
- リアル鬼ごっこ〜ライジング〜「佐藤さんの正体!」（2015年7月1日配信開始、J:COMオンデマンド） - 絢乃 役[92]
- 仮面ライダーシリーズ
  - 仮面ライダーアマゾンズ（Amazonプライム・ビデオ） - 水澤美月 役[23]
    - シーズン1（2016年4月1日 - 6月24日、全13話）[93]
    - シーズン2（2017年4月7日 - 6月30日、全13話）[94][95]

  - RIDER TIME 仮面ライダージオウ VS ディケイド/7人のジオウ！（2021年2月9日 - 23日、全3話、TELASA） - 久遠ミサ 役[96]
  - RIDER TIME 仮面ライダーディケイド VS ジオウ/ディケイド館のデス・ゲーム（2021年2月9日 - 23日、全3話、東映特撮ファンクラブ） - 久遠ミサ 役[96]
- 好きな人がいること〜サマサマキュンキュン大作戦〜（2016年6月20日配信開始、全3話、フジテレビオンデマンド） - レナ 役[97]
- 淡路島「さあ！洲本で島活。」：ふるさと（2017年、360Channel - VR作品） - 妹・美希 役[98]
- コンデラタロウ（2017年9月25日 - 2018年1月14日、NHK） - 白鳥のうみ 役[99]
- 恋のはじまりは放課後のチャイムから（2018年2月26日配信開始、全20話、Y!mobile公式YouTubeチャンネル） - 佐伯詩織 役[100]
- 少女ピカレスク（2018年6月23日、ファミリー劇場CLUB） - 彩乃 役 ※友情出演 [101][102]
- がっこう××× 〜もうひとつのがっこうぐらし!〜（2019年1月16日配信開始、Amazonプライム・ビデオ） - 窪田梢 役[注 3][103]
- セレクト女子〜優柔不断な私にドロップキック〜（2019年2月1日配信開始、YouTube、ALPHABOAT） - 主演・優奈 役[104]
- 御曹司ボーイズ（2019年4月28日 - 6月16日、全18話、AbemaTV） - 大野ふみの 役[105]
- シックスティーン症候群（2020年6月19日 - 8月6日、FOD） - 織田沢めい 役[106]
- 透明なわたしたち（2024年9月16日 - 10月21日、ABEMA） - 桜井梨沙 役[107]

### 劇場アニメ
- ONE PIECE FILM GOLD（2016年7月） - レプレ 役[108]

### テレビアニメ
- ビジネスフィッシュ（2019年7月） - 乙姫舞 役

### ゲーム
- 誰ガ為のアルケミスト（2017年） - レナ 役[109]

### テレビ番組
- めざましテレビ 「イマドキ」（2015年3月30日 - 2016年3月31日、フジテレビ） - イマドキガール[110]
- リーガダイジェスト!（2015年8月24日 - 2016年5月16日、WOWOW） - 2015-16 WOWOWリーガール[111][112]
- リーガ・ウィークエンドプレビュー（2015年8月25日 - 2016年5月10日、WOWOWオンデマンド）[111]
- 佳代子の部屋〜真夜中のゲーム会議〜（2016年10月 - 2017年6月30日、フジテレビ） - レギュラー [113]
- eGG（2020年4月22日 - 、日本テレビ）

### ラジオ番組
- ENGLISH JUKEBOX #131 - 286（エフエム東京） - アシスタント

### ウェブ動画
- 武田玲奈が巡る『ふくしまの伝統・魅力 再発見』（2022年1月13日） - ナビゲーター[114][115]

### ミュージックビデオ
- ヒグチアイ
  - 「ココロジェリーフィッシュ」（2015年1月）[116]
  - 「まっすぐ」（アルバム『全員優勝』収録）（2015年3月）[117]
- HaKU
  - 「衝動」（2015年11月） - ドラマ『監獄学園-プリズンスクール-』オープニングテーマ[118]
- BURNOUT SYNDROMES
  - 「ヒカリアレ」（2016年10月） - アニメ『ハイキュー!! 烏野高校 VS 白鳥沢学園高校』オープニングテーマ
- ONEW
  - 「キラキラ」（2022年5月）[119]

### ランウェイ
- GirlsAward
- Tokyo Virtual Runway Live by GirlsAward vol.1（2020年6月27日、ABEMA独占生配信）[120]
  - Rakuten GirlsAward 2023 AUTUMN/WINTER（2023年9月30日、幕張メッセ）[121]

## 広告

### CM
- GREE「神獄のヴァルハラゲート」（2015年3月）[122][123]
- 集英社「秋マン!!2015」（2015年9月）[124]
- 江崎グリコ「pocky」（2016年1月）[125]
- ポッカサッポロフード＆ビバレッジ「辛王（からおう）」（2016年3月）[126]
- 集英社「春マン!!2016」（2016年3月）[127]
- cafe & pancakes gram（2016年9月）[128]
- gsk「ブリーズライト」（2016年10月）
- Fuji＆gumi Games「誰ガ為のアルケミスト」ロバート秋山監督篇、誰角真理篇（2016年12月1日 - 2017年1月31日、フジテレビ ※関東ローカル） - 誰角真理 役[129][130]
- ココロヲ・動かす・映画館〇（2017年9月） - 劇場マナーCM[131]
- NOVA（2018年1月1日 - ）[132]
- リクルートキャリア「リクナビ2019」（2018年2月26日）[133]
- BOAT RACE振興会「ハートに炎を。BOAT is HEART」（2020年1月） - 田中圭、葉山奨之、飯尾和樹と共演[134]
- スーパースポーツコレクション[135]
  - SPASHAN2022「だって、私が乗るんだから。」篇（2021年12月10日）[136]
  - アイアンバスター6「教えて玲奈先生！アイアンバスター」篇（2021年12月10日）[136]
- いわき平けいりん（2022年）[137][138]

### 広報
- ヴィーナスアイズ イメージモデル（2014年）
- 第96回全国高等学校野球選手権福島大会 KFB高校野球ガール（2014年）[4]
- WOWOW WOWOWリーガール（2015年）[9]
- 千葉県立八千代高等学校サッカー部 1日マネージャー（2015年）[139]
- dアニメストア アニスト春の100選 キャンペーン・イメージガール（2016年）[140]
- J-CREWプロジェクト 〜やっぱり海が好き〜 3代目応援大使（2016年）[141]
- Ground Y ☓ MASKED RIDER 2018-19AW Collection イメージモデル（2018年）
- PUMA BODYWEAR - アンバサダー、レディースモデル（2021年）[142][143]
- 福島県いわき市 いわきツーリズム推進特命部長（2023年）[18]

## 音楽作品

### 参加作品
- LOOKING FOR THE RAINBOW with 武田玲奈（2021年3月31日） - クレイユーキーズの配信シングルに参加。

## 書籍

### 写真集
- ツインテールと機関銃（2014年3月7日、日本ツインテール協会）[144]
- カープガール（2014年8月29日、マイナビ）[145]
- short（2016年3月31日、集英社）[146]
- rena（2017年7月27日、集英社）

### フォトブック
- タビレナtrip1（2018年7月、東京ニュース通信社）[147]
- タビレナtrip2（2018年12月22日、東京ニュース通信社）[147][148]
- タビレナtrip3（2020年4月25日、東京ニュース通信社）[149]

### 漫画原案
- ラブれな（作画：たみふる、集英社「週刊ヤングジャンプ」2017年8月10日 No.37）[注 4]

### 雑誌
- Popteen（2014年2月 - 2016年4月、角川春樹事務所） - レギュラーモデル[12]
- Samurai ELO（三栄書房）
- CHOKi CHOKi（内外出版社）
- Street Jack（ベストセラーズ）
- 週刊ヤングジャンプ（集英社） - いずれも表紙
  - 2015年No.13・2月26日特大号[6][7]、No.20・4月16日発売号、No.25、No.30、No.41
  - 2016年No.6 - 7合併号、No.18、No.37 - 38合併号
  - 2018年No.36 - 37合併特大号[150]
  - 2019年No.11、11号は池上紗理依と出演[151]
- 週刊少年サンデー 2015年35号・46号（2015年8月12日・10月28日、小学館） - 表紙
- 週刊少年マガジン 2015年No.42号・2018年No.40号[152]・2019年No.1号[153]・No.14号[154]・51号[155]（2015年9月16日・2018年9月5日・12月5日・2019年3月6日・11月20日、講談社） - 表紙
- サッカーゲームキング 2015年6月号（2015年4月24日、フロムワン） - 表紙[156]
- 週刊プレイボーイ 2015年10月19日号 No.42（2015年10月5日、集英社）[157][158]
- non-no 2016年6月号 - 2021年2月号（2016年4月20日 - 2021年1月5日、集英社） - 専属モデル[17]
- B.L.T 2016年12月号 - 2021年5月号（2016年10月24日 - 2021年3月、東京ニュース通信社） - 連載「タビレナ」

### DVD
- WEEKLY YOUNG JUMP PREMIUM DVD 武田玲奈「rena」（DVD：2017年9月20日 / BD：9月22日、集英社）[159]

## 受賞歴
- 第2のくみっきー！発掘オーディション！！ グランプリ（2013年、サイバーエージェント・Ameba Candy Collection）
- グラジャパ!アワード2017 グランプリ（2017年、集英社）
- グラジャパ!アワード2019 特別賞（2019年、集英社）